# Ryszard Idziak
Ryszard Idziak (ur. 28 marca 1960) – polski lekkoatleta, który specjalizował się w rzucie dyskiem.
W 1978 roku wywalczył srebrny medal zawodów przyjaźni, a w 1979 zdobył brązowy krążek mistrzostw Europy juniorów. Medalista juniorskich mistrzostw kraju nigdy nie stanął na podium seniorskiego czempionatu. Dwa razy startował w finale mistrzostw Polski zajmujące 6. miejsce w 1980 i 7. miejsce w 1979. Jako junior reprezentował Polskę w meczach międzypaństwowych. Rekord życiowy: 58,36 (13 lipca 1980, Poznań).